# Пам'ятні банкноти білоруського рубля
Пам'ятні банкноти білоруського рубля чи пам'ятні банкноти Білорусі — пам'ятні банкноти, що випускаються Національним банком Республіки Білорусь. Перша банкнота була випущена 1 січня 2001 року. Через проведення деномінації білоруського рубля у 2016 році пам'ятні банкноти розділилися на старі та нові. До старих відносяться випущені в період з 2001 до 2016 року, а до нових — з 2016 року.
На даний момент існує 4 серії пам'ятних банкнот білоруського рубля:
- «10-річчя Національного банку Республіки Білорусь»;
- «Міленіум»;
- Мірський замок;
- «Національний банк Республіки Білорусь. 20 років».

Усі банкноти випускаються в спеціальній символічній упаковці-буклеті. Реалізуються тільки на території Білорусі. Відправлення поштою в межах і за межі території Республіки Білорусь не здійснюється. Усі пам'ятні банкноти є офіційним законним грошовим засобом Республіки Білорусь.

## Серія «10-річчя Національного банку Республіки Білорусь»
Випущена до 10-річчя Національного банку Республіки Білорусь.
| Дата випуску      | Номінал   | Тираж | Опис банкноти | Опис буклету | Зображення | Посилання   |
| ----------------- | --------- | ----- | --- | --- | ---------- | ----------- |
| 1 січня 2001 року | 20 рублів | 5500  | Будівля Національного банку Республіки Білорусь. На місці водяного знака штамп із припресованої фольги у вигляді логотипу «НБРБ» із віньєткою і цифрами «1991 - 2001». | Будівля Національного банку Республіки Білорусь, написи: «10 год» і «Нацыянальны банк Рэспублікі Білорусь», на зворотному — на тлі гравюри старого Мінська — опис деяких основних захисних ознак банкноти. |            | [ 1 ] [ 2 ] |

## Серія «Міленіум»
Банкноти спеціального випуску Національного банку Республіки Білорусь присвячені третьому тисячоліттю . Усі вони випущені 1 жовтня 2001 року накладом у 2 500 екземплярів. Пам'ятні банкноти номіналом 20, 50, 100, 500, 1 000, 5 000 і 10 000 рублів чинного банкнотного ряду погашені спеціальним написом-штампом «MILLENNIUM». На банкнотах в 1, 5 і 10 рублів цей штамп відсутній. Банкноти об'єднані в комплект з однаковими серійними номерами «аа 0000001 — аа 0002500» і запаковані в спеціальний конверт.
| Номінал       | Опис банкноти                                                               | Опис банкноти | Зображення | Зображення |
| Номінал       | Аверс                                                                       | Реверс | Аверс      | Реверс     |
| ------------- | --------------------------------------------------------------------------- | --- | ---------- | ---------- |
| 1 рубль       | Національна академія наук Білорусі                                          | Цифрове позначення номіналу і спеціальний серійний номер.                                                                                          |            |            |
| 5 рублів      | Вид на Троїцьке передмістя в Мінську.                                       | Цифрове позначення номіналу і спеціальний серійний номер.                                                                                          |            |            |
| 10 рублів     | Стара будівля Національної бібліотеки Білорусі в Мінську.                   | Цифрове позначення номіналу і спеціальний серійний номер.                                                                                          |            |            |
| 20 рублів     | Будівля Національного банку Республіки Білорусь.                            | Фрагмент інтер'єру будівлі Національного банку, Особливий серійний номер і спеціальне позначення на полі водяного знака.                           |            |            |
| 50 рублів     | Холмські ворота меморіалу «Берестейська фортеця».                           | Вхід до меморіалу «Берестейська фортеця» і спеціальне позначення на полі водяного знака.                                                           |            |            |
| 100 рублів    | Національний академічний Великий театр опери та балету Республіки Білорусь. | Сцена з балету Євгена Глєбова «Выбранніца», особливий серійний номер і спеціальне позначення на полі водяного знака.                               |            |            |
| 500 рублів    | Республіканський Палац культури профспілок.                                 | Скульптурна група фронтону Республіканського Палацу культури профспілок, спеціальний серійний номер та особливе позначення на полі водяного знака. |            |            |
| 1 000 рублів  | Національний художній музей Республіки Білорусь.                            | Фрагмент картини Івана Хруцького «Портрет дружини з квітами і фруктами», спеціальний серійний номер і позначення на полі водяного знака.           |            |            |
| 5 000 рублів  | Палац спорту.                                                               | Спортивний комплекс «Раубічі», спеціальний серійним номер і слово «MILENNIUM» на полі водяного знака.                                              |            |            |
| 10 000 рублів | Вітебськ. Панорама міста.                                                   | Літній амфітеатр, спеціальний серійним номер і слово «MILENNIUM» на полі водяного знака.                                                           |            |            |

## Серія «Мірський замок»
Випуск банкноти присвячено включенню Мірського замку до Списку всесвітньої спадщини ЮНЕСКО. Серійні номери банкнот — «аа 0000001 — аа 0001000».
| Дата випуску        | Номінал       | Тираж | Опис банкноти | Опис буклету | Зображення | Посилання |
| ------------------- | ------------- | ----- | --- | --- | ---------- | --------- |
| 22 травня 2003 року | 50 000 рублів | 1000  | Зображення Мірського замку, логотипи ЮНЕСКО та Списку всесвітньої спадщини, написи: «Національний банк Республіки Білорусь», «50 000 рублів», «Замкавы комплекс «Мір», «Спіс сусветнай спадчыны». | Колаж, складений із креслень реконструкції Мірського замку (автор — Д. Бубновський), а також дипломів, один із яких підтверджує якість реставраційних робіт у замку, другий — засвідчує включення Мірського замку до Списку всесвітньої спадщини ЮНЕСКО. |            | [ 4 ]     |

## Серія «Національний банк Республіки Білорусь. 20 років»
Випущено до 20-річчя Національного банку Республіки Білорусь.
| Дата випуску       | Номінал       | Тираж | Опис банкноти | Опис буклету | Зображення | Посилання         |
| ------------------ | ------------- | ----- | --- | --- | ---------- | ----------------- |
| 1 грудня 2010 року | 20 000 рублів | 3000  | Зображення купюри в 20 000 рублів (Палац Рум'янцевих-Паскевичів, цифрове позначення номіналу, мікротекст, захисна стрічка), а також особливий знак на полі водяного знака. | Напис «НАЦЫЯНАЛЬНЫ БАНК РЭСПУБЛІКІ БЕЛАРУСЬ», «НБРБ» та елементи архітектурного оформлення будівлі Національного банку Республіки Білорусь, крізь які проглядається зображення двадцятитисячної купюри. |            | [ 5 ] [ 6 ] [ 2 ] |